# Zimirina moyaensis
Zimirina moyaensis là một loài nhện trong họ Gnaphosidae.
Loài này thuộc chi Zimirina. Zimirina moyaensis được Jörg Wunderlich miêu tả năm 1992.